# 滋賀県道254号川道唐国線
滋賀県道254号川道唐国線（しがけんどう254ごう かわみちからくにせん）は、滋賀県長浜市を通る一般県道である。

## 概要
長浜市川道町から長浜市唐国町に至る。
近くには姉川が流れ、野寺橋で川を渡り、北側を並走する。

### 路線データ
- 起点：長浜市川道町（川道交差点、滋賀県道44号木之本長浜線交点）
- 終点：長浜市唐国町（姉川橋北交差点、国道8号交点）
- 総延長：3.3 km

## 路線状況

### 重複区間
- 滋賀県道256号香花寺曽根線（長浜市難波町）

### 道路施設

#### 橋梁
- 野寺橋（姉川、長浜市）
- 錦織橋（高時川、長浜市）

## 地理

### 通過する自治体
- 滋賀県
  - 長浜市

### 交差する道路
| 交差する道路                           | 交差する場所 | 交差する場所          |
| -------------------------------------- | ------------ | --------------------- |
| 滋賀県道44号木之本長浜線               | 川道町       | 川道交差点 / 起点     |
| 滋賀県道256号香花寺曽根線 重複区間起点 | 難波町       |                       |
| 滋賀県道256号香花寺曽根線 重複区間終点 | 難波町       |                       |
| 国道8号                                | 唐国町       | 姉川橋北交差点 / 終点 |

### 沿線
- 空念寺
- 新居神社
- 唯願寺
- 滋賀銀行 びわ町出張所
- 錦織神社
- 日本軽金属